# (6014) Chribrenmark
(6014) Chribrenmark est un astéroïde de la ceinture principale.

## Description
(6014) Chribrenmark est un astéroïde de la ceinture principale. Il fut découvert le 7 août 1991 à l'observatoire Palomar par Henry E. Holt. Il présente une orbite caractérisée par un demi-grand axe de 2,35 UA, une excentricité de 0,15 et une inclinaison de 6,4° par rapport à l'écliptique.

## Compléments